# هوگو بیانکی
هوگو بیانکی (به انگلیسی: Ugo Bianchi) (تولد ۱۴ اکتبر ۱۹۲۲، مرگ ۱۴ آوریل ۱۹۹۵) یک پژوهش‌گر دینی اهل ایتالیا بود.
اثر مهم بیانکی که او در آن به جهان‌شناسی و آموزه‌های آفرینش شناختی، دوگانه‌باوری و زروانی‌گری در دین‌های ایرانی می‌پردازد، کتاب زمان اُهرمزد اوست که به‌ویژه فصل ششم آن دربارهٔ دوگانه‌باوری در روایات مابعد اوستایی و آموزهٔ زمان، به رغم فشردگی و اختصار آن جایگاهی ویژه دارد.